# Sferisterio di Cesena
Lo sferisterio di Cesena è uno sferisterio ubicato all'interno delle mura della Rocca Malatestiana, sul colle Garampo, adiacente al centro della città di Cesena.

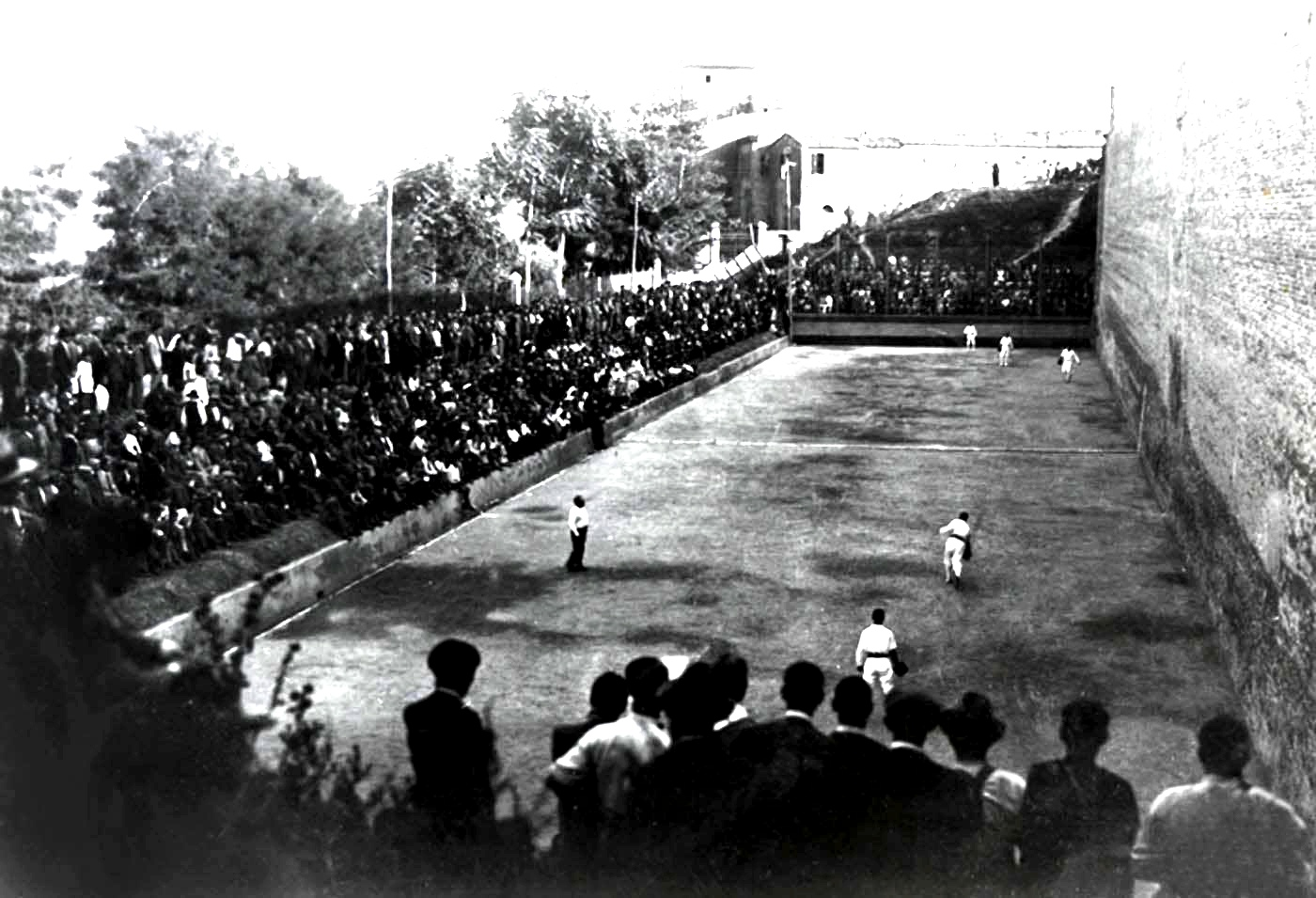
Lo Sferisterio di Cesena nel 1929

## Storia
Lo sferisterio fu realizzato nel 1809, nella zona muraria in cui la Rocca Vecchia e la Rocca Nuova si congiungono; questo muro era già stato rilevato da Leonardo da Vinci nel 1502 e in occasione della costruzione della struttura venne rialzato nella forma attuale, venendo cancellati così i camminamenti che collegavano la Rocca Nuova a quella Vecchia. Sul muro dello Sferisterio si può notare ancora oggi la sagoma della più antica Porta Montanara - che fu poi ricostruita poco distante - ovvero la più importante porta di passaggio dalla collina alla fortezza, nonché numerose nicchie, ora tamponate, ricavate a intervalli regolari su tutta la muratura.
Lo sferisterio venne adibito per più di un secolo al gioco del pallone col bracciale, particolarmente seguito in ambiente cesenate.
Il 4 settembre del 1944, su un lato corto del campo avvenne la fucilazione di un gruppo di partigiani da parte di 30 brigatisti neri; i prigionieri erano stati precedentemente catturati e segregati nelle carceri mandamentali di Cesena, all'epoca situate proprio dentro la rocca stessa. Ancora oggi lo sferisterio rimane uno dei tanti luoghi simbolo della resistenza italiana cesenate.